# 颱風蒲公英 (2021年)
颱風蒲公英（英語：Typhoon Mindulle，國際編號：2116，聯合颱風警報中心：WP202021）是2021年太平洋颱風季第16個被命名的風暴。「蒲公英」（민들레）一名由北韓提供，即蒲公英，為一種盛產於朝鮮半島及日本關東地區的菊科蒲公英屬的植物，代表著朝鮮婦女簡樸溫柔的性格。

## 發展過程
9月21日，一個熱帶擾動在霍爾群島東北方海域生成，美國海軍研究實驗室給予擾動編號99W。下午2時，聯合颱風警報中心將其評級提升為「中」。晚上8時30分，聯合颱風警報中心將其評級提升為「高」，並對其發布熱帶氣旋形成警報。
9月22日上午8時，日本氣象廳將其升格為熱帶低氣壓。下午2時，台灣中央氣象局將其升格為熱帶性低氣壓，給予編號TD18。晚上8時，聯合颱風警報中心將其升格為熱帶性低氣壓，給予熱帶氣旋編號20W。
9月23日上午5時，香港天文台將其升格為熱帶低氣壓。下午2時，聯合颱風警報中心率先將其升格為熱帶風暴。同時，日本氣象廳對其發布烈風警報。晚上8時，日本氣象廳將其升格為熱帶風暴，給予國際編號2116，並命名「蒲公英」。同時，台灣中央氣象局將其升格為輕度颱風；香港天文台將其升格熱帶風暴。
9月24日下午5時，香港天文台將其升格為強烈熱帶風暴。晚間8時，日本氣象廳將其升格為強烈熱帶風暴。
9月25日上午8時，日本氣象廳、聯合颱風警報中心及香港天文台將其升格為颱風。同時，台灣中央氣象局將其升格為中度颱風。晚間8時，香港天文台將其升格為強颱風。
9月26日凌晨2時，香港天文台將其升格為超強颱風。上午8時，台灣中央氣象局將其升格為強烈颱風；此時蒲公英開始出現雙眼牆，並不斷停留在同一位置上，導致冷水層上湧，使得蒲公英減弱。
9月27日下午2時，台灣中央氣象局將其降格為中度颱風。
9月28日凌晨2時，香港天文台將其降格為強颱風。
9月29日上午8時，台灣中央氣象局再度將其升格為強烈颱風。
9月30日凌晨2時，台灣中央氣象局再度將其降格為中度颱風。
10月2日上午5時，聯合颱風警報中心對其發出最後警告。上午8時，日本氣象廳及台灣中央氣象局表示蒲公英已轉化為溫帶氣旋。
10月8日上午8時，日本氣象廳在天氣圖上移除該系統。

## 影響
10月1日，千葉縣銚子市測得41.8m/s的風速，三宅島的坪田測得41.7m/s的風速。

## 外部連結
| 太平洋颱風季             |
| 主題頁 - 專題 - 編輯指南 |

- （日語）日本氣象廳首頁 （页面存档备份，存于）
- （英文）聯合颱風警報中心首頁 （页面存档备份，存于）
- （简体中文）中國國家氣象中心首頁 （页面存档备份，存于）
- （繁體中文）臺灣中央氣象局首頁 （页面存档备份，存于）
- （繁體中文）香港天文台首頁 （页面存档备份，存于）
- （繁體中文）澳門地球物理暨氣象局首頁 （页面存档备份，存于）
- （英文）菲律賓大氣地球物理和天文管理局 惡劣天氣公告 （页面存档备份，存于）
- （泰文）泰國氣象局首頁 （页面存档备份，存于）